# Габриела Фиря
Габриела Фиря (на румънски: Gabriela Firea) е румънска журналистка и политичка от Социалдемократическата партия (PSD). Бивша кметица на столицата Букурещ (2016 – 2020). Работила е в радио, телевизия и вестници, била е водещ на новини. Член на Сената на Румъния от 2012 г.

## Биография
Родена е на 13 юли 1972 г. в град Бакъу, Социалистическа република Румъния. Тя има две сестри, Нела и Анджелика, и брат на име Йонел. Майката ѝ Вероника е била продавачка, а баща ѝ – неквалифициран работник на строителна площадка. Учи в основно училище № 8 от квартал Летеа в Бакъу, след което завършва Индустриална гимназия № 1 в родния си град. По-късно завършва Факултета по литература на Букурещкия университет със специализация „Комуникационни науки“. Тя продължава със следдипломно и академично обучение в Национален университет за политически науки и публична администрация, специализирайки „Международни валутни и фискални механизми, Банково дело и управление на фондовата борса“, както и брокерски курс. През 2010 г. тя става докторант по икономика в Академията за икономически изследвания в Букурещ. Впоследствие замразява докторската си програма, за да се посвети на кметския пост.
През 1993 г. тя се омъжва за Ръсван Фиря, от когото има един син. Година след смъртта му през 2010 г. тя се омъжва за Флорентин Панделе (кмет на Волунтари), от когото има двама сина.

### Професионална дейност
През 1990 г. започва работа като репортер за седмичника Simply в Бакъу, а след това за всекидневника Azi в Букурещ (1991 – 1992). От 1992 до 1993 г. е редактор-водещ в Радио Контакт. От 1993 до 1999 г. работи в Румънската телевизия като продуцент на икономически репортажи, особено финансово-банкови, редактор-водещ на предаването „Журнал“, режисьор-модератор на предаването „Специално издание“ и продуцент-модератор на рубриката „Новини от деня“. През 2001 г. започва работа в Intact Media Group. Става редактор и водещ на предаването „Обсерватор“ (до юли 2009 г.), както и режисьор на предаването „Финансова седмица“ по „Антена 1“ и предаването „Новини от деня“ по „Антена 3“. От септември 2008 г. заема позицията на генерален мениджър на списание „Финансова седмица“, след като преди това е била редакторски директор на изданието от създаването му през март 2005 г. От юни 2009 г. тя поема управлението на Intact Advertising, агенция за събития и реклама. Тя е и генерален мениджър на вестник „Финансистът“ и на списание „Фелисия“.
През ноември 2011 г., когато Intact Media Group реорганизира дейността си и бизнес списанията спират да излизат в печатен формат, тя прекратява дейността си в издателската област.

### Литературна и музикална дейност
През 2002 тя става член на Съюза на писателите на Румъния. През 2001 г. получава наградата за дебют от Асоциацията на писателите в Букурещ за тома от поеми „Друг свят“. Нейните книги включват романа „Три причини“, детската книга „Изкривена и въртяща се страна“, сборникът с икономически есета „Икономика на думите“ и томът със социално-икономически есета „Дневникът на един наблюдател“.
През декември 2009 г. заедно със Симона Герге издава албума с фолклорна музика „Рози от Молдова“.

## Политическа дейност
Тя започва да се занимава с политика през 1999 г., но след кратко време се отказва и отново се занимава с професионалната си дейност.
През август 2012 г. тя става член на Социалдемократическата партия. На парламентарните избори през 2012 г. тя се кандидатира за член на Сената на Румъния, от избирателен окръг Илфов, като е избрана със 74,65% от гласувалите. Става член на Сенатската комисия по култура и медии, заместник-председател на Съвместната комисия на Камарата на депутатите и Сената за връзки с ЮНЕСКО и говорител на групата на сенаторите от Социалдемократическата партия.
На 24 февруари 2013 г. е избрана за председател на структурата на Социалдемократическата партия в окръг Илфов, а на конгреса на 20 април 2013 г. е избрана за вицепрезидент на партията на национално ниво, предложена от Социалдемократическата организация на жените. През 2014 г. е назначена за говорител на партията, а на президентските избори през 2014 г. тя служи като говорител на Виктор Понта от СДП.
На местните избори през юни 2016 г. тя е избрана за кмет на Букурещ, и става първата жена избрана за кмет на града. Тя печели с 43% от гласовете, при 33% избирателна активност. Нейните най-близки политически съперници, Никушор Дан (от Съюз „Спаси Букурещ“) и Кътълин Предою (от Националната либерална партия) печелят съответно 30,5% и 11,2%. На местните избори през юни 2020 г. губи кметската надпревара, като се класира на второ място след Никушор Дан – независим кандидат, подкрепен от Алианс 2020 USR-PLUS („Спаси Букурещ“, Партия на свободата, единството и солидарността) и Националната либерална партия.